# Erodium mouretii
El erodio de roca (Erodium mouretii) es una especie herbácea y perenne de la familia de las geraniáceas. 

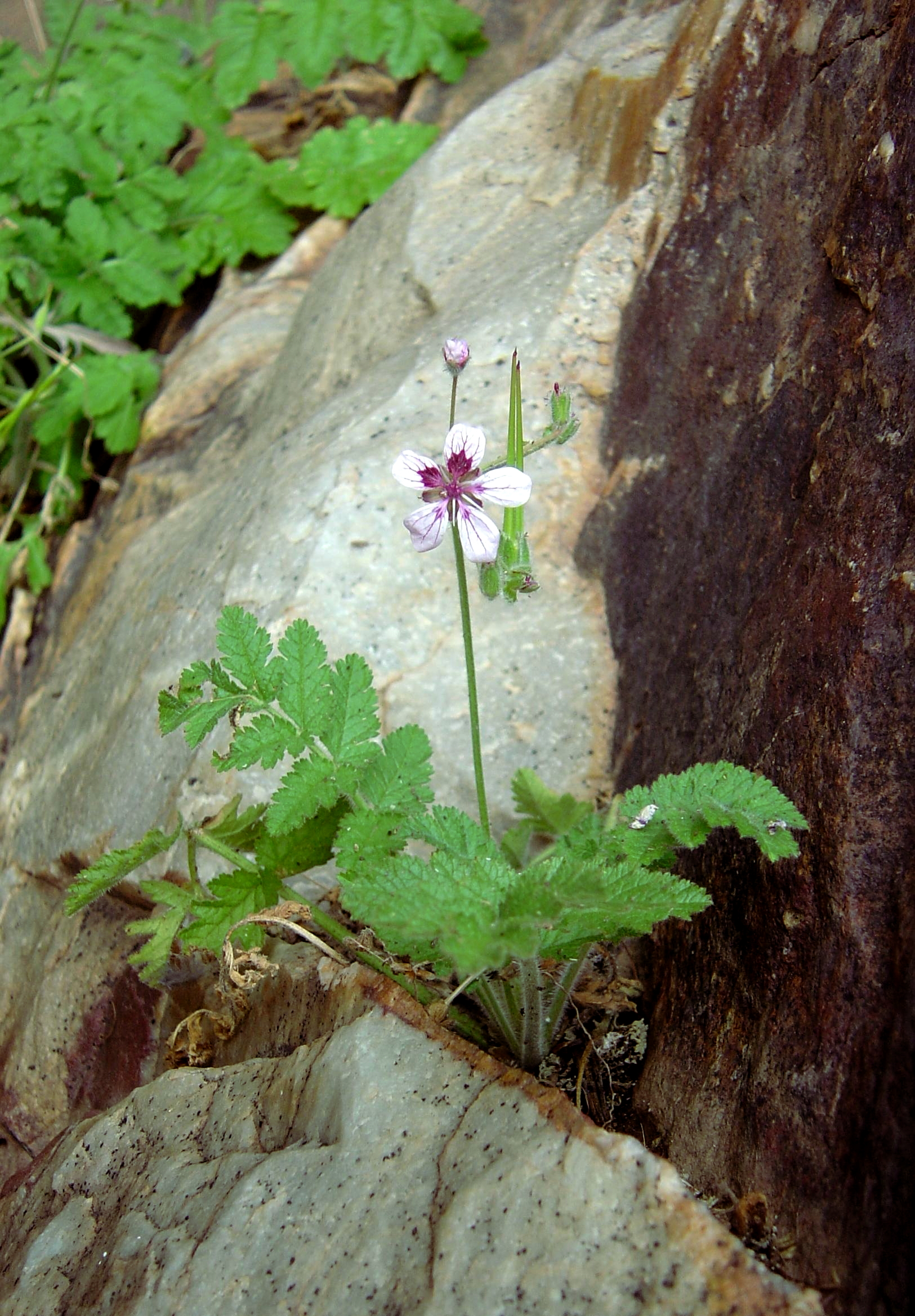
Mata de E. mouretii.

## Distribución
Es una planta característica del norte de África. Se la consideraba un endemismo marroquí hasta su descubrimiento a mediados de los años setenta del siglo pasado en las sierras centrales de la provincia de Badajoz (España) por los botánicos Miguel Ladero y José Luis Pérez-Chiscano. Posteriormente, se han citado dos poblaciones en Quintana de la Serena, en la misma provincia, y una población en Puebla de Guzmán (provincia de Huelva). Debido a su escasa presencia y a la dispersión de sus poblaciones está catalogada como vulnerable y se encuentra, por tanto, protegida. Se postulan dos teorías para explicar su anómala distribución, ambas basadas en el carácter zoocórico de la planta:
- La más aceptada es que sus frutos llegaran con la importación de ganado ovino desde Marruecos durante la guerra civil española.
- La otra hipótesis contempla la posibilidad de que los frutos fueran adheridos al plumaje de aves migratorias que habitan en los mismos roquedos.

## Hábitat
Erodium mouretii es una rupícola o litófita, es decir, una planta que crece en zonas rocosas. Se encuentra presente en canchales cuarcíticos comprendidos entre los 400 y 800 metros de altitud, enraizando en grietas con abundante materia orgánica (mayoritariamente de origen vegetal, aunque enriquecida con nitrógeno procedente de los excrementos de las aves que habitan en los propios roquedos). Las poblaciones ibéricas parecen tener preferencias por las zonas de umbría.

## Descripción
Sus hojas y tallos están recubiertos por unos pelos rectos, blanquecinos y delicados (indumento pubescente). Presenta un gran rizoma lignificado (endurecido) y poco ramificado. Sus inflorescencias tienen de 5 a 10 flores, las cuales son hermafroditas y subzigomórficas y poseen cinco pétalos, cinco estambres y cinco estaminodios. Dos de pétalos de cada flor son notablemente más pequeños y, además, presentan máculas o manchas púrpuras que sirven como guía para la polinización por insectos.

## Taxonomía
Erodium mouretii fue descrita por Charles-Joseph Marie Pitard-Briau y publicado en Exploration Scientifique du Maroc, Botanique, 23 en 1912.
Etimología
El epíteto genérico, Erodium, deriva del griego ἐρῳδιός (erodios, "garza"), debido a que su fruto se asemeja al pico de estas aves. El epíteto específico, mouretii, fue asignado por Pitard en honor al teniente del ejército francés Marcellin Mouret, quien recolectó numerosas plantas en sus expediciones por Marruecos a principios del siglo XX.